# Henkhausen (Hagen)

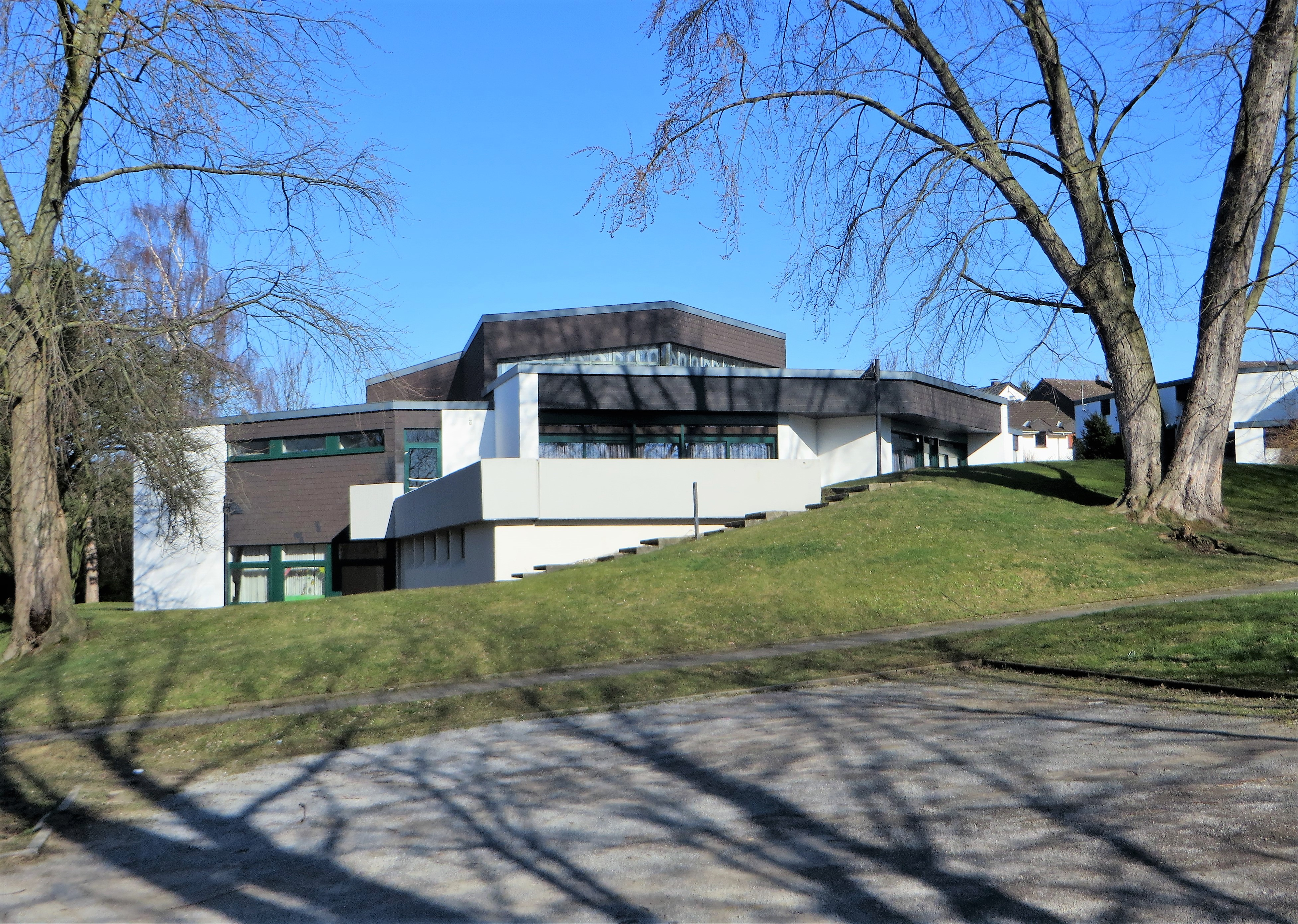
Paul-Gerhardt-Haus in Henkhausen

Henkhausen ist ein Ortsteil des Stadtbezirks Hohenlimburg der Stadt Hagen. Er bildet zusammen mit Reh einen Statistischen Bezirk. Am 31. Dezember 2018 lebten 5698 Einwohner im Wohnbezirk Henkhausen/Reh, in Henkhausen mit dem überwiegend größeren Anteil.

## Geografie
Henkhausen liegt östlich vom Ortsteil Reh und wird südlich begrenzt durch die Autobahn A 46 vom Wohnbezirk Elsey-Nord. Im Osten an der Hagener Stadtgrenze grenzt Henkhausen an den Iserlohner Stadtteil Letmathe. Durch Henkhausen fließen der Hasselbach und der Henkhauser Bach. Nördlich schließt das große Landschaftsschutzgebiet Berchumer Heide, Reher Heide und östlich das Landschaftsschutzgebiet Bemberg an. Darin mit dem Naturschutzgebiet Henkhauser- und Hasselbachtal. Die höchste Erhebung von Henkhausen ist der 259 m hohe Bemberg.

## Geschichte

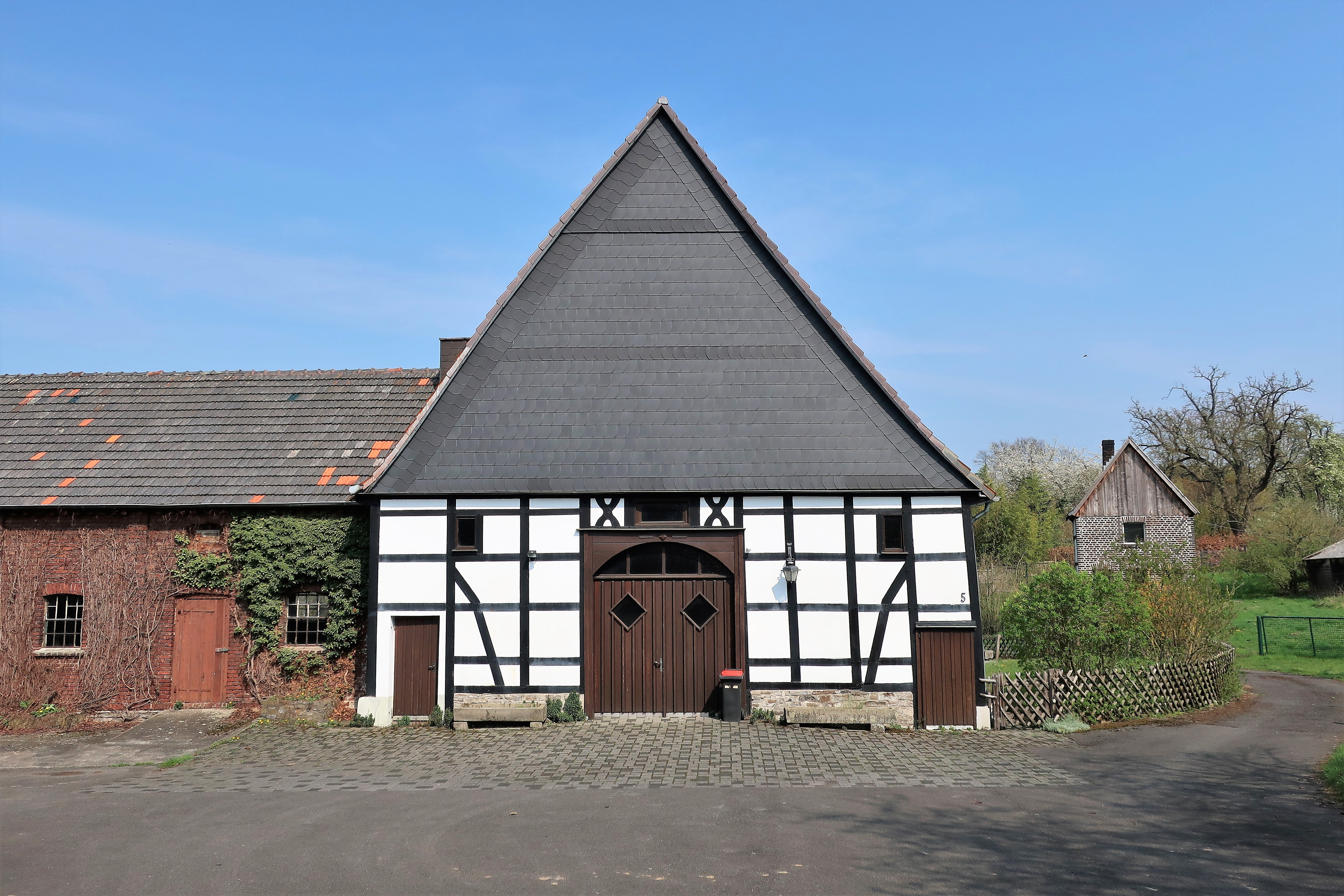
Historischer Welken Hof in Henkhausen

Henkhausen wurde erstmals um 1225 als ville Heinkhusen in einer Schenkungsurkunde des Grafen Gottfried II. von Arnsberg an das Kloster Elsey erwähnt. Im Jahr 1246 zeugte der niederadelige Wernherum de Heienchusen und 1270 ein Godescalcus de Heynchusen in Urkunden mit dem Kloster.
Henkhausen gehörte im Spätmittelalter und der Frühen Neuzeit in eigener Bauerschaft im Kirchspiel Elsey zur Grafschaft Limburg. 1272 wurde der Ort Heynchusen, 1463 Hynckhusen und 1839 Henghausen genannt. Erst 1880 erscheint der heutige Ortsname Henkhausen. Die Deutung des Ortsnamens kann mit „bei den Häusern der Leute des Heio“ umschrieben werden.
Ab 1225 bis 1811 gehörten insgesamt sieben Henkhauser Höfe dem Kloster Elsey. Am 19. Oktober 1270 nahm das Kloster 17 Hofbewohner/-innen in Dienstpflicht. Der größte Besitz des Klosters in Henkhausen war der Krass Hof mit einer jährlichen Abgabe (1811) von: 11 Scheffel Roggen, 11 Scheffel Gerste, 20 Scheffel Hafer, 1 Schwein und 4 Hühner. Besitzgröße: 101 Scheffelsaat Ackerland, 2 Kämpe und 1 Wiese. Außerdem besaß das Kloster im Dorf: Welckens Hof, Drees Hof, Stocks Hof, Saltmanns Kotten, Sonnenscheins Kotten und den Hensen Kotten. Die Höfe in Henkhausen gehörten teils zur Reher Mark, teils zur Elseyer Mark.
Im Totenbuch der Elseyer Fabians-und-Sebastians-Bruderschaft von 1523 waren im Verzeichnis der verstorbenen Bruderschaftsmitglieder 15 Angehörige der Bauerschaft Henckhusen eingetragen.
1580 veranlasste Graf Adolf von Neuenahr-Alpen den Abbau von Alaun in der Umgebung des Dorfes Reh. 1582 erhielt Peter Wichlinghausen aus Elberfeld die Genehmigung, die im Hasselbachtal bei Henkhausen vorhandenen reichen Alaun-Vorkommen auszubeuten. Der Bergbau auf Alaun wurde in der „Reher Heide“ danach bis in das 19. Jahrhundert mit mehr als 100 Arbeitern intensiv betrieben.
Im Jahr 1821 waren im Liegenschaftsbuch der ehemaligen Gemeinde Elsey im Ortsteil Henkhausen neun Grundeigentümer aufgeführt.
1816 wurde in Henkhausen neben einer Mineralquelle von der Familie Bläse ein Badehaus mit Gaststätte und Ballhaus errichtet, und diese Stelle „Bad Henkhausen“ genannt. Gegenüber der Gaststätte wurde zudem am 23. Juni 1929 das Freibad Henkhausen vom Hohenlimburger Schwimmverein eröffnet. Auf einem Wiesen-/Bachgrundstück des Gastwirtes Bläse, der dem Verein das Gelände unentgeltlich zur Verfügung stellte und noch ein Darlehen von 3000 RM vorschoss. Die Kosten für den Bau von 25000 RM konnten durch Spenden, Anteilscheine und Eigenhilfe ermöglicht werden. Durch Erbe kam der Bade- und Hotelbetrieb Bläse in den 1930er Jahren an Familie Grass, die den Bäderbetrieb 1946 einstellte, und dort ab den 1950er Jahren durch Um- und Neubauten das Hotel Grass betrieben (nach Schließung heute Wohnhaus).

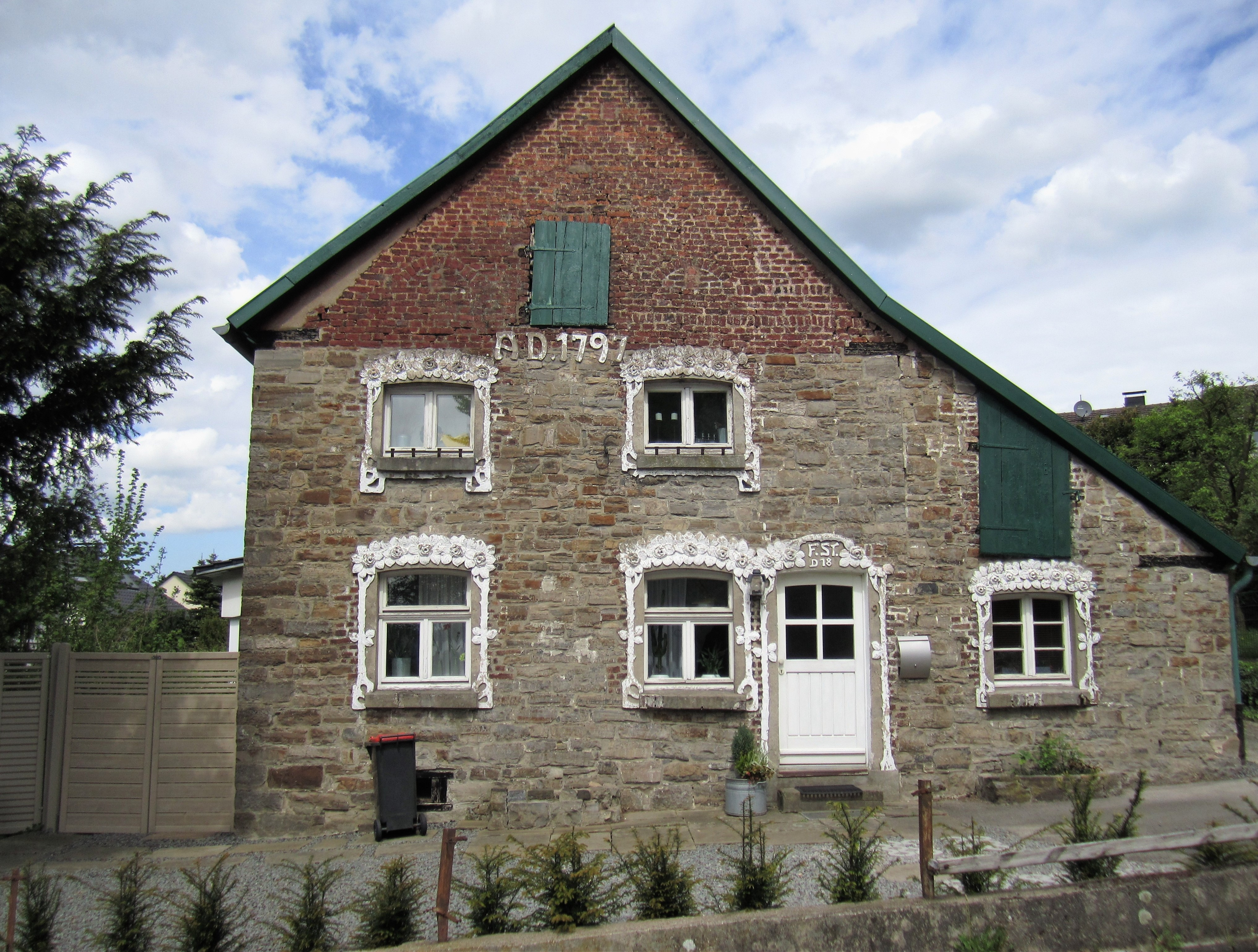
Baudenkmal Auf dem Bauloh 9

Am 16. April 1945 erfolgte von Reh aus die amerikanische Besetzung. Auf dem dritten Anmarschweg auf Hohenlimburg, rollten etwa 50 Panzer die Schälker Landstraße herunter. In Henkhausen sah man die ersten drei amerikanischen Panzer um 15.30 Uhr. Die Besatzung der Panzer hielt Henkhausen 10 Tage besetzt. Kommissarischer Bürgermeister war während dieser Tage ein SHD-Mann.
In der Nachkriegszeit kamen aus den ehemaligen deutschen Ostgebieten und weiteren Siedlungsräumen bis Mitte der 1950er Jahre insgesamt 5500 Heimatvertriebene und Flüchtlinge, die in Hohenlimburg, überwiegend in Elsey und Henkhausen, aufgenommen und integriert wurden. In dem vorher noch ländlich geprägten Henkhausen entstand in dieser Zeit eine großflächige neue Wohnbebauung mit Einfamilien-/Reihen-/Mehrfamilien- und Hochhäusern für die Neubürger, die hier nach schwerer Zeit ein neues Zuhause fanden. In Folge der Neubebauung wuchsen Henkhausen und Reh zusammen.
Ein im Jahre 1797 aus Bruchstein und einem Backsteingiebel erbautes Wohnhaus in Henkhausen, Auf dem Bauloh 9, ist ein Hagener Baudenkmal.

## Sport
Zu den Sportangeboten zählt das 1929 eröffnete Waldschwimmbad Henkhausen in Trägerschaft des Hohenlimburger Schwimmvereins, an dessen Stelle nun ein Ganzjahresbad folgen soll. Und das 1976 eröffnete Kirchenbergstadion (umbenannt in Erich-Berlet-Stadion) des „SV Hohenlimburg 1910“ mit Platz für ca. 7500 Zuschauer.